# Odprto prvenstvo Francije 2025
Odprto prvenstvo Francije 2025 je sto štiriindvajseti teniški turnir za Grand Slam, ki je med 25. majem in 8. junijem 2025 potekal v Parizu.

## Moški posamično
- Carlos Alcaraz :  Jannik Sinner, 4–6, 6–7(4–7), 6–4, 7–6(7–3), 7–6(10–2)

## Ženske posamično
- Coco Gauff :  Arina Sabalenka, 6–7(5–7), 6–2, 6–4

## Moške dvojice
- Marcel Granollers /  Horacio Zeballos :  Joe Salisbury /  Neal Skupski, 6–0, 6–7(5–7), 7–5

## Ženske dvojice
- Sara Errani /  Jasmine Paolini :  Ana Danilina /  Aleksandra Krunić, 6–4, 2–6, 6–1

## Mešane dvojice
- Sara Errani  /  Andrea Vavassori  :  Taylor Townsend /  Evan King, 6–4, 6–2